# Haval H7

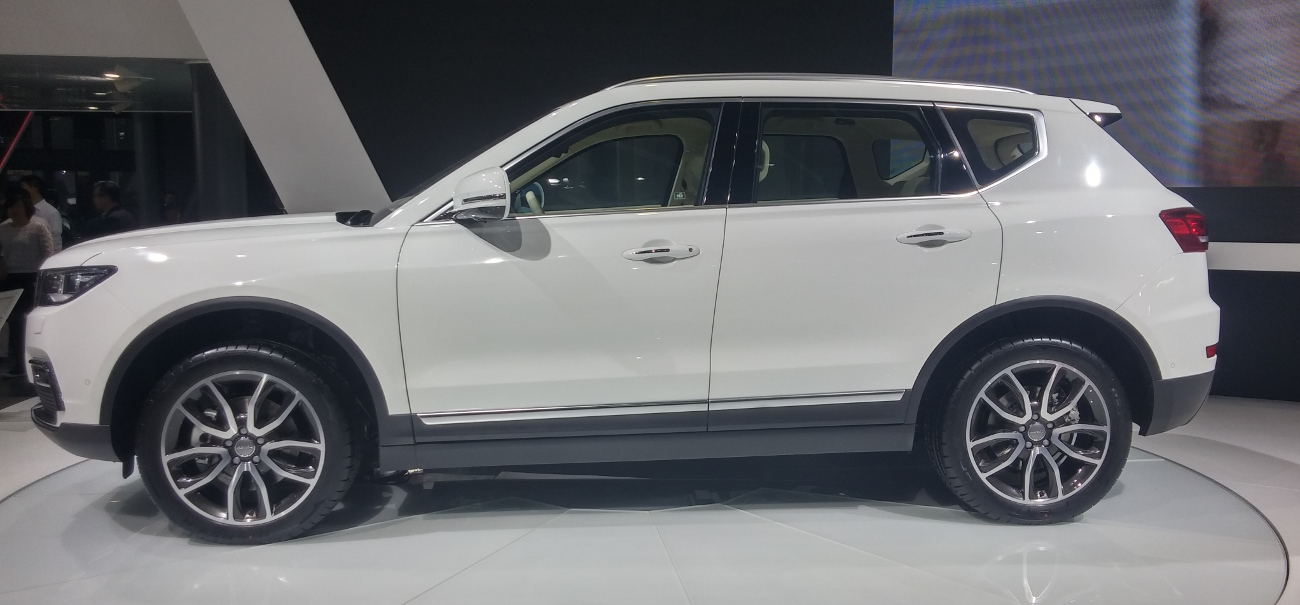
вид сбоку

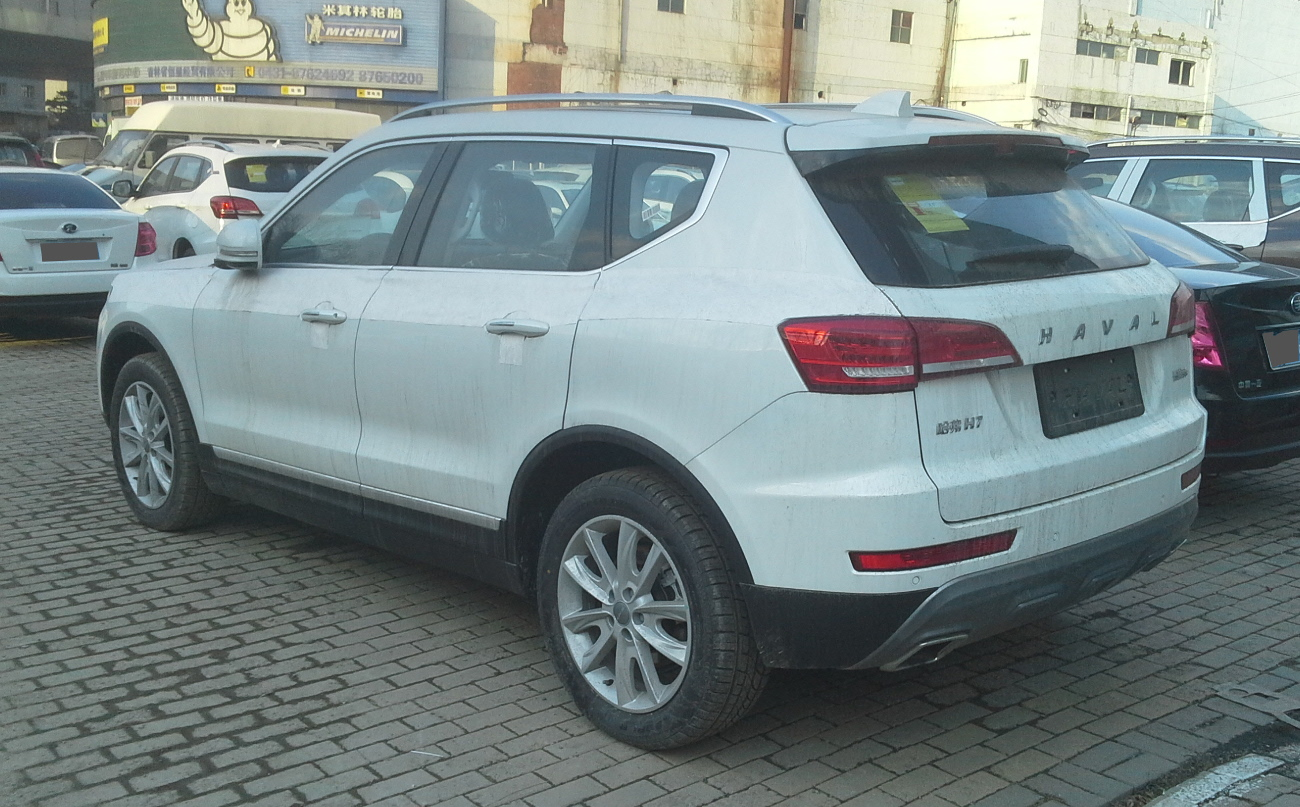
вид сзади

Haval H7 — среднеразмерный SUV, выпускаемый с 2015 года компанией Haval — подразделением китайского автопроизводителя Great Wall Motors.

## История
Прототип модели был впервые показан в апреле 2013 года на Автосалоне в Шанхае, в 2015 году состоялась официальная презентация на автосалоне в Гуанчжоу. Модель была представлена в двух вариантах — с пятиместном и семиместном варианте Н7 Long с удлиненной базой.
В Китае в продажу поступила в начале 2016 года, по цене от 23 до 28 тысяч долларов, и за первые семь месяцев было продано 10 тыс. единиц.
В России одобрение типа транспортного средства (ОТТС) на модель было получено ещё весной 2017 года, но компания не поставляла модель, планируя в 2017 году запустить её локальное производство на строящемся заводе в Тульской области, пуск которого был перенесён на 2019 год.

## Технические характеристики
Длина — 4715 мм, ширина — 1925 мм, высота — 1718 мм. Колёсная база — 2850 мм. Также выпускается удлинённая версия H7L (длина — 4900 мм).
Двигатель — бензиновый турбомотор объемом 2.0 л., мощностью 231 л. с. и крутящим моментом 355 Нм (в российской спецификации 224 л. с. и 350 Нм.).
Коробка передач — шестидиапазонный «автомат» с двумя сцеплениями Getrag.
Привод — передний.

### Тест-драйвы и обзоры
- Alex Rae — 2018 Haval H7 Review — Passenger Ride // Practical Monitoring, 28 Jul 2017